# Velika nagrada Italije 1924
Velika nagrada Italije 1924 je bila tretja in zadnja dirka Grandes Épreuves v sezoni Velikih nagrad 1924. Odvijala se je 19. oktobra 1924 na dirkališču Autodromo Nazionale Monza.

## Rezultati

### Dirka
| Poz | Št | Dirkač                          | Moštvo         | Dirkalnik              | Krogi | Čas/Odstop     |
| --- | -- | ------------------------------- | -------------- | ---------------------- | ----- | -------------- |
| 1   | 1  | Antonio Ascari                  | Alfa Corse     | Alfa Romeo P2          | 80    | 5:02:05.0      |
| 2   | 9  | Louis Wagner                    | Alfa Corse     | Alfa Romeo P2          | 80    | 5:18:05.0      |
| 3   | 5  | Giuseppe Campari Cesare Pastore | Alfa Corse     | Alfa Romeo P2          | 80    | 5:21:59.0      |
| 4   | 11 | Ferdinando Minoia               | Alfa Corse     | Alfa Romeo P2          | 80    | 5:22:43.4      |
| 5   | 3  | Jules Goux                      | Rolland-Pilain | Rolland-Pilain Schmidt | 80    | 6:10:22.0      |
| 5   | 7  | Giulio Foresti                  | Rolland-Pilain | Rolland-Pilain Schmidt | 80    | 6:32:03.0      |
| NC  | 8  | »Nino«                          | Privatnik      | Chiribiri 12/16        | 70    | +10 krogov     |
| WD  | 2  | Christian Werner                | Daimler AG     | Mercedes M72/94        | 68    | Umik           |
| WD  | 6  | Alfred Neubauer                 | Daimler AG     | Mercedes M72/94        | 66    | Umik           |
| Ods | 12 | Louis Zborowski                 | Daimler AG     | Mercedes M72/94        | 44    | Smrtna nesreča |
| Ods | 10 | Giulio Masetti                  | Daimler AG     | Mercedes M72/94        | 43    | Brez goriva    |
| Ods | 4  | Alete Marconcini                | Privatnik      | Chiribiri 12/16        | 34    |                |

- Najhitrejši krog: Antonio Ascari 3:43.6